# IHE PDI
IHE PDI ist eine Empfehlung für das Format, in dem medizinische Bilddaten auf beweglichen Datenträgern abgelegt werden sollen. Es stellt eine Spezifikation des DICOM-Standards dar.
„IHE“ ist eine Abkürzung für Integrating the Healthcare Enterprise und „PDI“ für Portable Document Imaging. IHE PDI wurde  als Empfehlung eingeführt, um Arbeitsabläufe und den Austausch portabler optischer Medien (zum Beispiel CD-ROM) mit Patientenbilddaten zu spezifizieren. Ziel ist eine zuverlässigere Kommunikation im elektronischen medizinischen Bildaustausch unterschiedlicher Anbieter. 
Portable Medien gemäß Empfehlungen nach IHE PDI sind grundsätzlich konform zum DICOM-Standard, jedoch wurden zahlreiche weitere Einschränkungen zur Erhöhung der Interoperabilität eingesetzt. Das PDI-Integrationsprofil regelt die Verwendung von Elementen aus dem DICOM-Standard, Teil 10. Die Spezifikationen enthalten Dateinamenskonventionen (max. 8 Zeichen ohne Erweiterungen) und Anforderungen zum Inhaltsverzeichnis (DICOMDIR). In jährlichen herstellerübergreifenden Tests, sogenannten „Connectathons“, können Anbieter die Interoperabilität ihrer Produkte überprüfen und gegebenenfalls anpassen.